# Faro dello Scoglietto di Portoferraio
Il faro dello Scoglietto di Portoferraio è un faro marittimo del mar Ligure sud-orientale che si trova alla sommità dell'omonimo isolotto al largo di Portoferraio. Ad alimentazione fotovoltaica e a luce ritmica, è dotato di una lampada LABI da 100 W che emette due lampi bianchi ogni 6 secondi della portata di 5 miglia nautiche.

## Storia
Il faro venne edificato nel 1910 dalla Regia Marina per l'illuminazione notturna dell'isolotto; il suo aspetto attuale è stato conferito dalla ricostruzione del complesso avvenuta nel 1945 in seguito alla distruzione subita nel corso della seconda guerra mondiale.

## Architettura
L'infrastruttura è costituita da una torre a sezione circolare, con galleria interna, che si eleva addossata ad un fabbricato a pianta quadrangolare. L'intero complesso, in stile neogotico, presenta un basamento a scarpa cordonato in muratura. Le sovrastanti strutture murarie sono rivestite in pietra, dove si aprono porte e finestre con archi a sesto acuto, e nella parte alta si caratterizzano per la presenza di merlature sommitali sporgenti rispetto ai corpi di fabbrica sottostanti. La piccola palazzina ospitava i guardiani prima della definitiva automatizzazione del faro.
La sommità della torre costituisce la base dove poggia il tiburio della lanterna metallica, anch'essa a sezione circolare, fiancheggiata dai pannelli solari che alimentano il faro.